# Grafo universal
En teoría de grafos, un grafo universal es un grafo infinito que contiene a todos los grafos finitos (o al menos numerables) como un subgrafo inducido. El primer grafo universal fue construido por R. Rado, actualmente llamado grafo de Rado o grafo aleatorio.
Trabajos más recientes se han enfocado en grafos universales para una familia de grafos particular F, correspondiente a aquella que contiene a todos los grafos finitos. Un grafo universal para una familia F de grafos también puede referirse a un miembro de una secuencia de grafos finitos que contiene a todos los grafos en F. Por ejemplo, cada árbol finito es un subgrafo de un grafo hipercubo suficientemente largo; por lo tanto, un hipercubo puede decirse que es un grafo universal para los árboles.
En terminología matemática más antigua, la frase "grafo universal" fue a veces utilizada para denotar a los grafos completos.